# IC 5374
IC 5374 ist eine Spiralgalaxie vom Hubble-Typ Sbc im Sternbild Fische auf der Ekliptik. Sie ist schätzungsweise 404 Millionen Lichtjahre von der Milchstraße entfernt und hat einen Durchmesser von etwa 85.000 Lichtjahren. Gemeinsam mit IC 5375 bildet sie das isolierte Galaxienpaar KPG 601.
Im selben Himmelsareal befindet sich u. a. die Galaxie IC 1527.
Das Objekt wurde am 21. November 1903 von Stéphane Javelle entdeckt.